# Curt Barleben
Curt Barleben (28 de Março de 1909 - † 28 de Janeiro de 1944) foi um comandante de U-Boot que serviu na Kriegsmarine durante a Segunda Guerra Mundial.